# Parodias de Hillary Clinton en Saturday Night Live
El programa televisivo de sketches cómicos Saturday Night Live (SNL) ha transmitido al aire, a lo largo de casi tres décadas, una serie de sketches parodiando a Hillary Clinton, desde su época como primera dama de Estados Unidos, y durante sus dos campañas presidenciales de 2008 y 2016.
Un total de nueve artistas diferentes han hecho de Hillary Clinton en SNL. La gama de miembros del elenco de SNL que han imitado a Clinton incluye a Jan Hooks, Janeane Garofalo, Vanessa Bayer, Ana Gasteyer, Amy Poehler, y Kate McKinnon. Dentro de las estrellas invitadas que han personificado a Clinton se encuentran Drew Barrymore y Rachel Dratch, y una escena incluso contó con Miley Cyrus en una aparición especial como Clinton, rapeando: "¿Qué onda con todos? Soy como Hillary Clinton, y quiero ser presidenta algún día."

## Primeras imitaciones

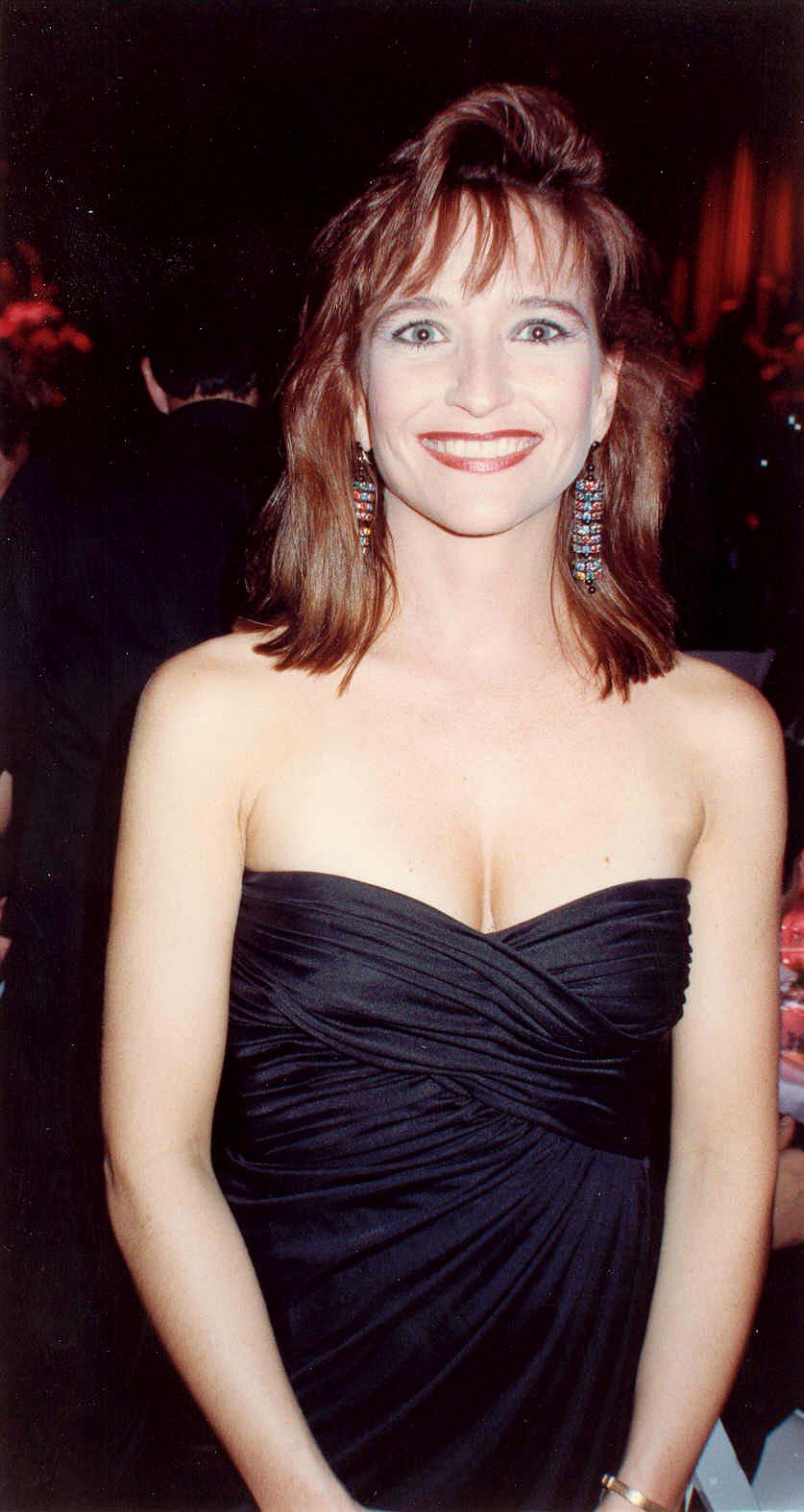
La actriz cómica Jan Hooks fue la primera en imitar a Hillary Clinton en SNL durante la campaña presidencial de Estados Unidos de 1992.

Jan Hooks fue la primera en interpretar a Hillary Clinton, y luego de que Hooks dejara el programa en 1991,  regresaría más tarde para hacer varias apariciones especiales como Hillary, con Phil Hartman como Bill Clinton.
Uno de los primeros sketches de Jan Hooks, emitido en mayo de 1993, presenta una interpretación de Hillary ansiosa por ser una "co-presidenta" junto al presidente recién electo Bill Clinton. La Hillary de Jan Hooks le cuenta a su marido acerca de sus grandes planes para su proyecto de reforma de salud, y se ve envuelta en una pelea a puño limpio con el senador republicano Bob Dole.
Al empezar la temporada de 1994, Janeane Garofalo hizo de Hillary como primera dama, con Michael McKean interpretando al presidente.
Ana Gasteyer imitó a Hillary durante el escándalo Lewinsky a fines de los noventa, así como durante su postulación al Senado de los Estados Unidos en Nueva York, con Darrell Hammond haciendo de su marido. En uno de los sketches con Gasteyer, situado en la cocina de la casa de los Clinton en Chappaqua, con Hillary haciendo intentos para aparecer más amigable ante las cámaras durante su campaña al Senado, dice: "No puedo esperar a preparar algunos platillos en esta cocina, como ensaladas y tostadas."

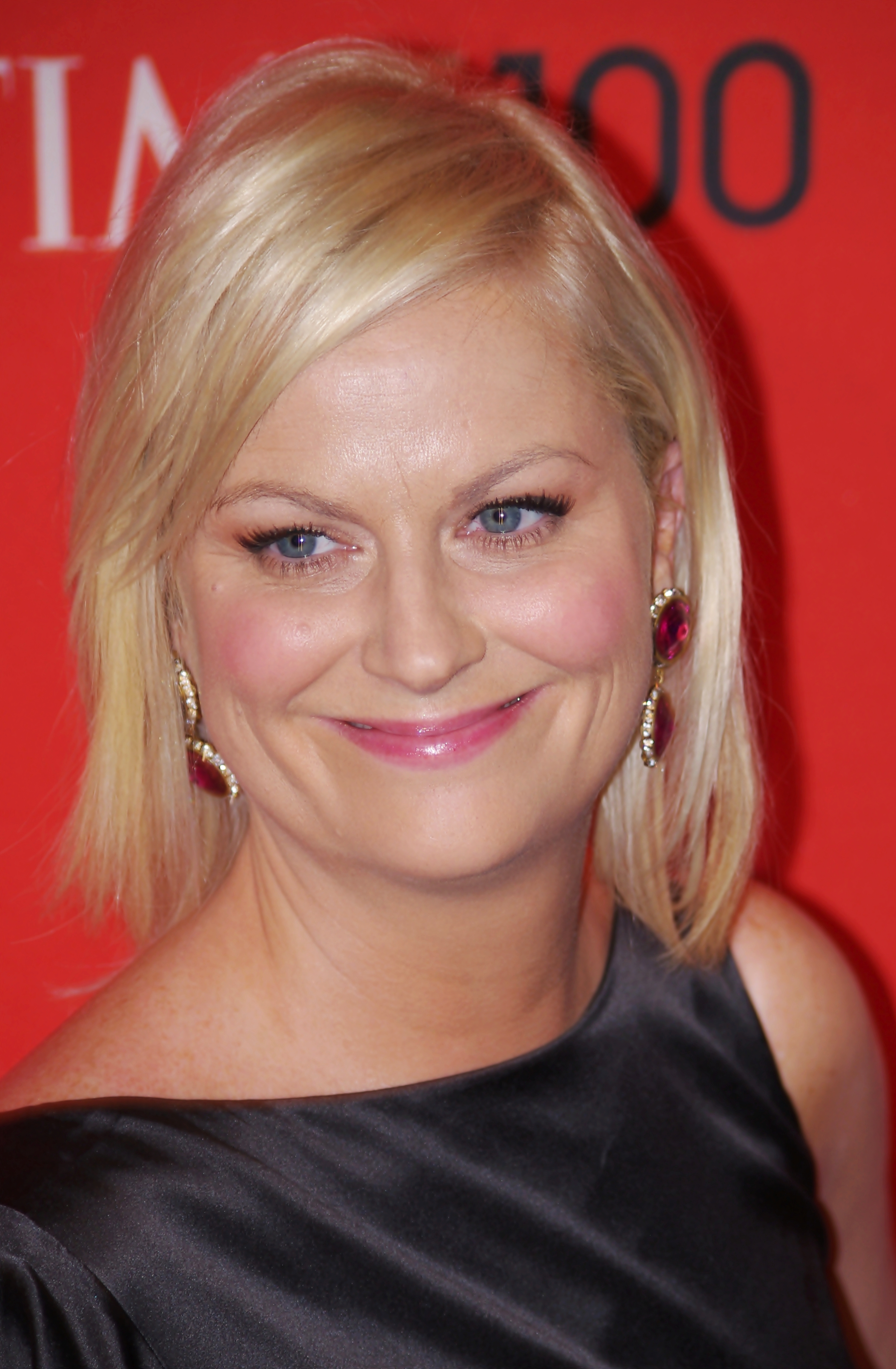
Amy Poehler personificó a Clinton durante su etapa como senadora y durante la campaña presidencial de 2008.

## Parodias de Amy Poehler
Amy Poehler, miembro del reparto de SNL, fue la actriz que por más tiempo tuvo a cargo la imitación de Clinton en el programa.
En un sketch de la temporada 2007–08, Poehler, imitando a Clinton, organiza una fiesta de Halloween para todo el conjunto de los entonces candidatos demócratas para las elecciones primarias presidenciales de 2008. La Clinton de Poehler le dice al candidato rival John Edwards, interpretado por el actor Will Forte, "llega el próximo noviembre, y todos tendremos que apoyar a la candidata demócrata, no importa quién sea ella."
Hacia el final de la fiesta, un hombre entra en escena llevando una máscara de Obama, y se la quita para revelar que era en verdad el entonces senador Barack Obama, haciendo un cameo. "No tengo nada que esconder," le dice a Clinton. "Disfruto ser yo mismo. No voy a cambiar sólo porque es Halloween."
Durante la temporada 2008–09, el programa emitió varios sketches, que fueron aclamados por la crítica, presentando a Poehler como Clinton, y a Tina Fey como Sarah Palin. El primer sketch, "Un mensaje no partidista de la gobernadora Sarah Palin & la senadora Hillary Clinton" (escrito por Poehler, Fey, y por el guionista y presentador de Weekend Update Seth Meyers), fue transmitido en el estreno de la temporada 34 de SNL en septiembre de 2008.  Poehler y Fey aparecen dando discursos ficticios, brindados por la entonces senadora Clinton de Nueva York como una fallida candidata para la nominación presidencial de 2008 por el Partido Demócrata, y la entonces gobernadora Palin de Alaska, quien era la nominada a la vicepresidencia por el Partido Republicano. Las dos discuten sobre el sexismo en la campaña presidencial:
Poehler (como Clinton): Sarah, una cosa en la que podemos estar de acuerdo es que el sexismo nunca puede ser permitido en una elección americana.
Fey (como Palin): Así que, por favor, dejen de poner mi cara en cuerpos sexys con photoshop.
Poehler: Y dejen de decir que tengo tobillos anchos!
Fey: No se refieran a mí como una MILF!
Poehler: Y no se refieran a mí como una mata pasiones. Averigüé lo que significaba y no me gustó para nada!
En el mismo sketch, la Clinton de Poehler le dice a la Palin de Fey: "No quería que una mujer fuera presidenta. Yo quise ser presidenta, y sucede que soy mujer. Y no quiero oír que compares tu carrera a la Casa Blanca con mi carrera a la Casa Blanca. ¡Yo rasguñe y arañé a través del barro y alambres con púas, y tú apenas te has deslizado en un trineo con perros vistiendo tu banda de concurso de belleza y tus lentes de Tina Fey!"
Fue durante la temporada 2008–09, mientras Poehler hacía de Clinton, que la propia Hillary Clinton hizo una aparición en el programa, y se encontró cara a cara con Poehler como su doble.  La verdadera Sarah Palin también hizo una aparición especial durante la temporada 34.

## Interpretaciones actuales

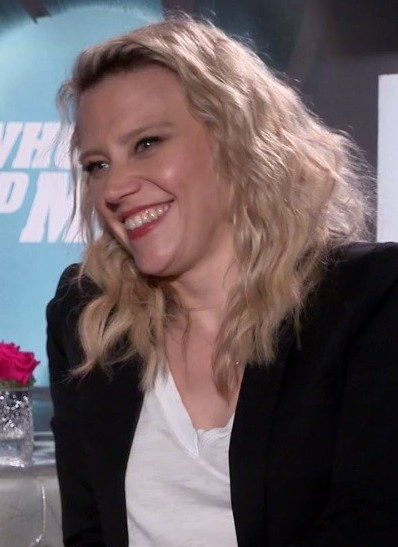
Kate McKinnon realizó una notable interpretación de Clinton durante su segundo intento por la presidencia, en 2016.

Kate McKinnon ha hecho de Clinton regularmente desde marzo de 2015 (después de haber interpretado el papel una vez en 2013). A partir de diciembre de 2016, es la Hillary que apareció con más frecuencia, con 20 actuaciones en ese papel, por delante de Amy Poehler con 19 actuaciones y Ana Gasteyer (con 16), a pesar de haberla interpretado por menos de la mitad de tiempo que ambas actrices. Darrell Hammond ha declarado que solo accedió a repetir su imitación de Bill Clinton porque sintió que McKinnon era muy buena en su papel, calificándola de "virtuosa".
McKinnon apareció como Clinton junto a la Clinton de Amy Poehler (y a la Sarah Palin de Tina Fey) cuando el dúo volvió a presentar el programa en 2015, con la premisa de que la Hillary de 2008 reaparecía para felicitar a la Hillary de 2016 en un sueño.

### Temporada 2014–15
En la temporada 2014-2015, SNL comenzó a transmitir otra serie de parodias de Hillary Clinton, con motivo del anuncio de su candidatura para las elecciones presidenciales de 2016, con Kate McKinnon ahora como Clinton.
En un sketch de McKinnon, ambientado en la versión SNL de la sala de la casa de los Clinton en Chappaqua, Nueva York, la Clinton de McKinnon, sentada en un sofá con estampado de flores, lidia con su decisión de postularse o no a la presidencia. En otra, McKinnon como Clinton intenta filmar un video de sí misma para lanzar su campaña usando su teléfono inteligente. Cuando no sale bien, su asistente (interpretada por una condescendiente Vanessa Bayer) sugiere que lo borre. La Clinton de McKinnon responde: "Sé un par de cosas sobre eso, ¿verdad?", y ríe, refiriéndose a la controversia alrededor de los correos electrónicos de Clinton. Ella entonces, en lugar de pedirle que choquen los cinco, le dice a su asistente: "Alcanza mi mano en el aire".
En otro sketch, mira directamente a la cámara y dice: "Esos correos están limpios como unos cristales. Así no van a tumbarse a Hillary Clinton". Continúa hablando para describir  su "romance maduro" con su marido, mostrando un correo de "Feliz Aniversario" que ella le mandó a Bill Clinton, el cual lee:
"Estimado(a) señor o señora:
Felicitaciones por su prolongado éxito conyugal. 
Me gustaría programar una reunión a la brevedad posible.
Saludos, 
La Oficina de Hillary Clinton".
 
El exmiembro del elenco de SNL, Darrell Hammond, volvió para repetir su papel de Bill Clinton de parodias de temporadas anteriores.

### Temporada 2015–16

#### Episodio 1
En el estreno de la temporada 2015-16 de SNL, el 3 de octubre de 2015, McKinnon repitió su imitación de Clinton para la nueva temporada, parodiando a la candidata presidencial disfrutando de una bebida, frente a la verdadera Hillary Clinton que interpretó a una camarera llamada "Val", que canta con su doble y le ofrece su consejo. "Entonces, Hillary, ¿qué te trae por aquí esta noche?", Clinton le pregunta a McKinnon. "Bueno, necesitaba despejarme un poco. He tenido un par de 22 años difíciles", responde McKinnon como Clinton. Cecily Strong interpreta a la asistente de Clinton, Huma Abedin, en el sketch, y el exmiembro del reparto Darrell Hammond aparece en un cameo como Bill Clinton.

#### Episodio 3
McKinnon nuevamente hizo de Clinton el 17 de octubre de 2015, para la recreación SNL del primer debate presidencial de las primarias demócratas emitido por CNN el 13 de octubre. Completando el elenco para la versión de SNL del debate estuvieron: el escritor de "Seinfeld" Larry David como Bernie Sanders, Taran Killam como Martin O'Malley, Kyle Mooney como Lincoln Chafee y la estrella invitada Alec Baldwin como Jim Webb. El nuevo miembro del reparto Jon Rudnitsky interpretó al moderador del debate de la CNN,  Anderson Cooper. La ocasión marcó el regreso de David a SNL después de 30 años. Su imitación del senador Sanders de Vermont encabezó el sketch de apertura del programa, con su personaje agitando los brazos y diciendo: “Voy a subir el volumen al máximo: ¡Estamos condenados! Necesitamos una revolución! Tenemos millones de personas en las calles. Tenemos que hacer algo y tenemos que hacerlo ahora”, de pie, podio a podio con el varonil veterano de Vietnam y exsenador de Virginia Webb (Baldwin), Clinton (McKinnon), y los otros candidatos.
En sus palabras de introducción para la parodia del debate, la Clinton de McKinnon saludó al público: "Creo que realmente les va a gustar la Hillary Clinton que mi equipo y yo hemos creado para este debate. Ella es cálida pero fuerte; es imperfecta, pero impecable; relajada, pero corriendo a toda velocidad hacia la Casa Blanca como el T-1000 de Terminator." Más tarde en el debate, afirmó: "No estoy perdiendo, ¿verdad? Es decir, en 2008 por supuesto que perdí, pero postulaba contra un chico negro chévere. Pero este año, pensé que yo sería el chico negro chévere". En conclusión, fue sarcástica sobre su oponente Bernie Sanders: "Él es el hit del verano. Es Trap Queen de Fetty Wap. Pero yo soy el 'cumpleaños feliz', chicos, y ustedes van a cantarme hasta el día en que se mueran."

#### Episodio 15
El 12 de marzo de 2016, en episodio 15 de estación 41, Kate McKinnon parodió a Hillary Clinton en un falso anuncio de campaña que retrató cómo la retórica de campaña de Clinton adquiría cada vez más un tono más progresista en respuesta a la ideología de izquierda progresista de Bernie Sanders. Las características de anuncio McKinnon como Hillary, utilizando las frases generalmente usadas por Bernie Sanders y también imitando su acento de Brooklyn. Fue más allá cuando mostró a McKinnon como Hillary metamorfoseando a Bernie Sanders, vestido en un enorme traje y cabello blanco.